# Marichgen Ariaensdochter
Marichgen Ariaensdochter, född 1520, död 1591, var en nederländare som avrättades dömd för häxeri.  Hon var länge känd och omtalad som den sista person som avrättades för häxeri i Holland, något som dock har visat sig vara felaktigt. Hon har fått minnesmärken uppsatta efter sig.